# Древоусая линофрина
Древоусая линофрина, или древоусая ризофрина (лат. Linophryne arborifera), — вид морских лучепёрых рыб.

## Описание
Размер самок древоусой линофрины достигает 77 мм в длину, гораздо крупнее самца, размер которого достигает только около 15 мм. У самок на подбородке есть вырост, сильно разветвлённый и отдалённо похожий на корень. Этот вырост несёт фотофоры, расположенные на концах ответвлений. Длина этого странного образования составляет примерно половину длины рыбы.

## Распространение
Распространены в Атлантическом океана на глубине от 200 до 1000 м в афотической зоне. Описание данного вида у берегов Новой Зеландии признано ошибочным. Подобно большинству линофрин, совершает вертикальные миграции.